# 大江為基
大江 為基（おおえ の ためもと）は、平安時代中期の貴族・歌人。大江斉光の次男（一説には長男）。寂照（北宋の皇帝より円通大師）の兄弟。官位は従五位下・図書権頭。

## 経歴
文章博士や三河守を経て、摂津守に任ぜられるが、永延3年（989年）病のために図書権頭に遷される。更に妻の死をきっかけに出家して浄土信仰の道に進んだ。『続本朝往生伝』には、死んだ後に一度は蘇生したが、死後に極楽往生できるものの、最下層の「下品下生」に留まることを知って無念の気持ちを表したと伝えている。
『拾遺和歌集』など、勅撰和歌集に6首採録されている。また、結婚以前は赤染衛門と恋愛関係にあったとされ、『赤染衛門集』に為基の歌が多数採録されている。

## 官歴
- 時期不詳：従五位下
- 永延2年（988年） 10月17日：見摂津守[1]
- 永延3年（989年） 4月5日：図書権頭[2]

## 系譜
- 父：大江斉光
- 母：桜島忠信の娘
- 妻：高階成忠の娘 - 藤原伊周兄弟の叔母。